# 里亚维尔
里亚维尔（法語：Riaville，法語發音：[ʁjavil]）是法国默兹省的一个市镇，属于凡尔登区。

## 地理
里亚维尔（49°6'9"N, 5°40'8"E）面积3.36 平方千米，位于法国大東部大區默兹省，该省份为法国西北部内陆省份，北与比利时接壤，西接马恩省和阿登省，南至上马恩省和孚日省，东临默尔特-摩泽尔省。
与里亚维尔接壤的市镇（或旧市镇、城区）包括：瓦夫尔地区弗雷讷、迈兹赖、瓦夫尔地区马谢维尔、潘特维尔、索莱尚普隆。

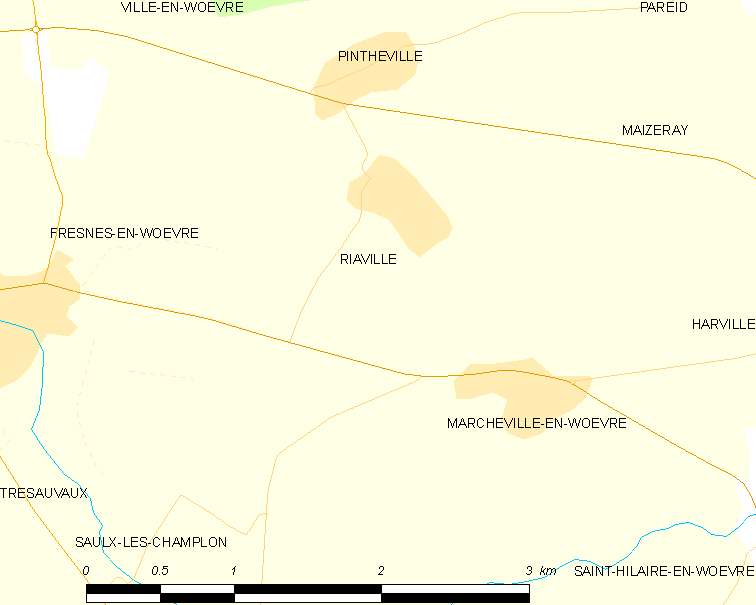
里亚维尔的OSM定位图

里亚维尔的时区为UTC+01:00、UTC+02:00（夏令时）。

## 行政
里亚维尔的邮政编码为55160，INSEE市镇编码为55429。

## 政治
里亚维尔所属的省级选区为埃坦县。

## 人口

1962-2008年间里亚维尔人口变化图示

里亚维尔于2022年1月1日时的人口数量为50人。